# Californische jodenvis
De Californische jodenvis of reuzenzeebaars (Stereolepis gigas) is een  straalvinnige vissensoort uit de familie van wrakvissen (Polyprionidae). De wetenschappelijke naam van de soort werd voor het eerst geldig gepubliceerd in 1859 door Ayres.  De Californische jodenvis wordt tot ca 2,5m lang, kan meer dan 250 kg wegen, en kan 75 jaar oud worden. 

## Relatie met de mens
De soort was tot het einde van de 19e eeuw talrijk in het water van de zuidelijke Califonische kust, maar is inmiddels door overbevissing en de verdwijning van mangrove-moerassen waar de jongen opgroeien, bedreigd en staat op de Rode Lijst van de IUCN als Kritiek, beoordelingsjaar 2004.